# Eucyclops orthostylis
Eucyclops orthostylis – gatunek widłonoga z rodziny Cyclopidae, nazwa naukowa gatunku została po raz pierwszy opublikowana w 1952 roku przez szwedzkiego zoologa Knuta Lindberga.